# アムステルゴールドレース2011
アムステルゴールドレース2011は、アムステルゴールドレースの46回目のレース。2011年4月17日に行なわれ、フィリップ・ジルベールが連覇を果たした。

## 参加チーム
- 斜字はコンチネンタルプロチーム

- AG2R・ラ・モンディアル
- アスタナ・チーム
- BMC・レーシングチーム
- コフィディス
- エウスカルテル・エウスカディ
- ファルネーゼ・ヴィーニ - ネーリ・ソットーリ
- ガーミン・サーヴェロ
- ランドバウクレディット
- ランプレ・ISD
- レオパルド・トレック
- リクイガス・キャノンデール
- オメガファーマ・ロット
- クイックステップ
- ラボバンク
- スキル・シマノ
- チーム・HTC - ハイロード
- チーム・カチューシャ
- チーム・モビスター
- チーム・レディオシャック
- チーム・サクソバンク - サンガード
- チームスカイ
- トップスポート・フラーンデレン - メルカトル
- ヴァカンソレイユ・DCM
- フェランダス・ウィレムス - アクセント

## 結果
| 順位 | 選手名                     | 国籍           | チーム                   | 時間          |
| ---- | -------------------------- | -------------- | ------------------------ | ------------- |
| 1    | フィリップ・ジルベール     | ベルギー       | オメガファーマ・ロット   | 6時間30分44秒 |
| 2    | ホアキン・ロドリゲス       | スペイン       | チーム・カチューシャ     | +02秒         |
| 3    | サイモン・ジェラン         | オーストラリア | チームスカイ             | +04秒         |
| 4    | ヤコブ・フグルサング       | デンマーク     | レオパード・トレック     | +05秒         |
| 5    | アレクサンドル・コロブネフ | ロシア         | チーム・カチューシャ     | 同            |
| 6    | オスカル・フレイレ         | スペイン       | ラボバンク               | 同            |
| 7    | ビェルン・ルクマンス       | ベルギー       | ヴァカンソレイユ・DCM    | +07秒         |
| 8    | ベン・ヘルマンス           | ベルギー       | チーム・レディオシャック | +18秒         |
| 9    | ロベルト・ヘーシンク       | オランダ       | ラボバンク               | +19秒         |
| 10   | パウル・マルテンス         | ドイツ         | ラボバンク               | +26秒         |

## UCIワールドツアー個人総合成績
4月18日現在
| 順位 | 選手名                     | 国籍           | チーム                   | ポイント |
| ---- | -------------------------- | -------------- | ------------------------ | -------- |
| 1    | ファビアン・カンチェラーラ | スイス         | レオパルド・トレック     | 236      |
| 2    | マシュー・ゴス             | オーストラリア | チーム・HTC - ハイロード | 203      |
| 3    | アンドレアス・クレーデン   | ドイツ         | チーム・レディオシャック | 202      |
| 4    | ミケーレ・スカルポーニ     | イタリア       | ランプレ・ISD            | 202      |
| 5    | フィリップ・ジルベール     | ベルギー       | オメガファーマ・ロット   | 176      |
| 6    | ロベルト・ヘーシンク       | オランダ       | ラボバンク               | 150      |
| 7    | クリス・ホーナー           | アメリカ合衆国 | チーム・レディオシャック | 143      |
| 8    | トム・ボーネン             | ベルギー       | クイックステップ         | 140      |
| 9    | カデル・エヴァンス         | オーストラリア | BMC・レーシングチーム    | 128      |
| 10   | トニー・マルティン         | ドイツ         | チーム・HTC - ハイロード | 114      |